# Reinshagen (Much)
Reinshagen ist Ortsteil der Gemeinde Much im Rhein-Sieg-Kreis. 

## Lage
Reinshagen liegt auf den Hängen des Bergischen Landes. Nachbarorte sind Bech und Werschberg im Osten und Birrenbachshöhe im Westen.

## Geschichte
Der Ort wurde 1166 erstmals urkundlich genannt als Reginshagin.
1901 hatte das Dorf 101 Einwohner. Dies waren die Haushalte Joh. Gerhard Franken, Arnold Hess, Peter Höhner, Joh. Kraus, Witwe Johann Kraus, Wilhelm Merten, Joh. Josef Müller, Wilhelm Sauer, Gerhard Schmitz, Peter Schmitz, Hilger Siebel, Witwe Wilhelm Siebertz, Gerhard Steimel, Peter Weber und Wilhelm Weber. Bis auf den Kleinhändler Peter Schmitz waren alle Ackerer von Beruf.
1921 wurde das Dorf an die Elektrizität angeschlossen, 1961 an das Trinkwassernetz.
1944 fiel eine Brandbombe auf ein Wohnhaus.
1950 lebten in Reinshagen 76 Einwohner. 

## Dorfleben
Im Dorf werden noch die Traditionen von Maibaum, Erntedankfest und Sankt-Martins-Zug gelebt.